# Noce blanche
Noce blanche is een Franse film van Jean-Claude Brisseau die uitgebracht werd in 1989.
Na Trop belle pour toi was Noce blanche de Franse film die het meest de Franse filmkassa's deed rinkelen in 1989. Vanessa Paradis maakte haar debuut als filmactrice in Noce blanche.

## Verhaal
Op 17-jarige leeftijd is Mathilde alleen gaan wonen. Ze is een wat marginale adolescente met een moeilijk en eigenzinnig karakter die rap in de war is. François Hainaut, een getrouwde late vijftiger, is haar leraar filosofie. Hij is ervan overtuigd dat Mathilde een intelligent meisje is. Hij verklaart zich bereid haar bij te werken door bijlessen te geven bij haar thuis. 
Na enige tijd maakt Mathilde hem duidelijk dat ze gecharmeerd is door hem. Aanvankelijk gaat hij niet in op haar avances. Toch bezwijkt hij voor haar. Hij merkt echter gauw dat hun destructief getinte passie de harmonie in zijn leven in gevaar brengt.

## Rolverdeling
| Acteur           | Personage                 |
| ---------------- | ------------------------- |
| Vanessa Paradis  | Mathilde Tessier          |
| Bruno Cremer     | François Hainaut          |
| Ludmila Mikaël   | Catherine Hainaut         |
| Véronique Silver | de pedagoge               |
| François Négret  | Carpentier                |
| Jean Dasté       | de conciërge in Dunkerque |
| Philippe Tuin    | de studiemeester          |